# Элдораду-ду-Сул
Элдораду-ду-Сул (порт. Eldorado do Sul) — муниципалитет в Бразилии. входит в штат Риу-Гранди-ду-Сул. Составная часть мезорегиона Агломерация Порту-Алегри. Входит в экономико-статистический микрорегион Порту-Алегри, который входит в Агломерация Порту-Алегри. Население составляет 31 322 человека на 2007 год. Занимает площадь 509,699 км². Плотность населения — 67,4 чел./км².

## История
Город основан 8 июня 1988 года.

## Статистика
- Валовой внутренний продукт на 2003 год составляет 702 445 801,00 реал (данные: Бразильский институт географии и статистики).
- Валовой внутренний продукт на душу населения на 2003 год составляет 22 589,59 реала (данные: Бразильский институт географии и статистики).
- Индекс развития человеческого потенциала на 2000 год составляет 0,803 (данные: Программа развития ООН).